# I Want to Know What Love Is
Az I Want to Know What Love Is Mariah Carey amerikai popénekesnő második kislemeze tizenkettedik, Memoirs of an Imperfect Angel című stúdióalbumáról. A dal a Foreigner brit-amerikai rockegyüttes azonos című, 1984 decemberében megjelent dalának feldolgozása.
A dalt 2009. augusztus 28-án küldték el az európai rádióadóknak, az Egyesült Államokban szeptember 14-étől játsszák a rádiók és szeptember 15-én vált az internetről letölthetővé. A dal hallható a Viver a vida című brazil sorozatban.
Mick Jones, a szerző azt mondta a Carey-féle feldolgozásról: „Úgy érzem, hű maradt a dalhoz. Az elrendezése nagyon hasonlít az eredetihez, nem változtattak rajta túl sokat. Sikerült megragadnia benne az érzelmet.”

## Népszerűsítés
- Carey Live at the Pearl koncertsorozatán kezdte előadni az I Want to Know What Love Ist a Las Vegas-i Pearl Arenában, a The Palms Casino & Resportban szeptember 11–12-én, majd október 9–10-én.[9]
- Szeptember 18-án elénekelte a The Oprah Winfrey Show adásában.[10]
- Október 2-án előadta a The Today Showban[11] és ekkor adták le a The View-ban is a két nappal korábban felvett felvételt, itt interjút is adott.[12]

## Fogadtatása
A dal pozitív fogadtatásban részesült, számos kritikus dicsérte a klasszikus dal feldolgozását. Az ausztrál Rhyme & Reason magazin szerint míg Carey hű maradt az eredetihez, „ez a zongora uralta feldolgozás nem a 80-as évekbeli sláger felmelegítése, inkább szerény, de lenyűgöző modernizálás.” A brit Daily Star öt csillagból ötöt adott neki, és azt írta: „A dal tipikus Carey-kezelést kapott: kórussal és karaokés csúcsponttal teljes, remek átdolgozás.” Bill Lamb, az About.com munkatársa szerint „Mariah Carey feldolgozása nem hagyja szóhoz jutni a hallgatót. Lenyűgöző a színgazdagság, amit belevisz a hangjával. Míg az 'Obsessed' csalódást jelentett, ez a kislemez emlékeztet arra, mennyire utolérhetetlen Carey tehetsége a megfelelő produkció és hangszerelés segítségével.” A Los Angeles Times szerint „jól ismert, nagy erejű balladát feldolgozni biztonságos választásnak tűnik. Kényelmes biztonsági terv az 'Obsessed' sikere után, de távol áll attól, hogy hatalmas siker legyen. Biztosan sláger lesz, de eggyel több okot ad arra, hogy féljek az Imperfect Angeltől. Az Eminemmel folytatott 'igaz is, nem is' viszály nagyrészt kitervelt kísérletnek tűnt arra, hogy Careyt a címlapon tartsa, és az, hogy a Foreigner dalának feldolgozásával akarják Careyt visszavinni a jól ismert terepre, ugyanilyen kiszámított lépésnek tűnik.” Az Entertainment Weekly szerint „Mariah + gospelkórus + I Want to Know What Love Is = eksztázis”.
Az I Want to Know What Love Is a 66. helyen nyitott a Billboard Hot 100-on az október 3-án végződő héten, és a 60. helyig jutott. Brazíliában és a japán rádiós játszásokon alapuló slágerlistán listavezető lett, a japán Hot 100-on a 3. helyre került. A dal a 10. helyre került az amerikai Billboard Adult Contemporary Tracks listán, ezzel Careynek húsz top 10 dala van ezen a slágerlistán, és eggyel van lemaradva Celine Dion rekordja mögött. A brit kislemezlistán a 19. helyen nyitott a november 29-ével végződő héten, ezzel a 2008-as, az 5. helyig jutó Touch My Body óta ez lett Carey legmagasabban nyitó és legmagasabbra jutó dala. Franciaországban a 6. helyen nyitott, az első héten 1910 példányban kelt el.

## Videóklip és remixek
Carey 2009 szeptemberében forgatta le a klipet New Yorkban. A rendező Hype Williams. A klipben Carey stadionban énekel, közben olyan embereket mutatnak, akik nehéz időket éltek át, és most eltöltik őket az érzelmek, miközben hallgatják a dalt. A klip vége felé gospelkórus is megjelenik. Mariah azt a frizurát viseli, amit karrierje első szakaszában (1990–1993), ezzel is utal új albuma emlékirat-jellegére, amire az albumcím is.
Christopher Stewart producer, miközben a Rap-Up magazinnak a Memoirs of an Imperfect Angel' remixalbumáról beszélt, az I Want to Know What Love Is remixéről is elárult némi információt. „Magam fogom remixelni. Felgyorsítom a tempót. Megpróbálom átalakítani valami mássá.” Azt is megemlítette, hogy talán vendégközreműködőt is meghív a remixhez.

### Hivatalos remixek, változatok listája
- I Want to Know What Love Is (Chew Fu Club Mix)
- I Want to Know What Love Is (Chew Fu Radio Mix)
- I Want to Know What Love Is (Chriss Ortega Club Edit)
- I Want to Know What Love Is (Chriss Ortega Club Mix)
- I Want to Know What Love Is (Cutmore’s Club Shakedown)
- I Want to Know What Love Is (Cutmore’s Radio Shakedown)
- I Want to Know What Love Is (Donnie Hotwheel Tempo Mix)
- I Want to Know What Love Is (Low Sunday Tempo Mix)
- I Want to Know What Love Is (Moto Blanco Club Edit)
- I Want to Know What Love Is (Moto Blanco Club Mix)
- I Want to Know What Love Is (Moto Blanco Club Radio Mix)
- I Want to Know What Love Is (Moto Blanco Dub Mix)
- I Want to Know What Love Is (Nu Addiction Club Edit)
- I Want to Know What Love Is (Nu Addiction Club Mix)
- I Want to Know What Love Is (Nu Addiction Dub)

## Változatok
CD kislemez (Európa, Dél-Korea)
1. I Want to Know What Love Is
2. Obsessed (Cahill Club Edit)

Brit digitális kislemez
1. I Want to Know What Love Is (Album Version) – 3:26
2. I Want to Know What Love Is (Moto Blanco Club Edit) – 3:25
3. I Want to Know What Love Is (Chew Fu Radio Fix) – 3:51

## Helyezések
| Slágerlista (2009)                          | Legmagasabb helyezés |
| ------------------------------------------- | -------------------- |
| Ausztrál ARIA kislemezlista                 | 45                   |
| Belga Ultratop slágerlista (Vallónia)       | 14                   |
| Brazil Hot 100 Airplay (Billboard Brasil)   | 1                    |
| Brit kislemezlista                          | 19                   |
| Dán kislemezlista                           | 14                   |
| Eurochart Hot 100                           | 16                   |
| Francia kislemezlista                       | 6                    |
| Ír kislemezlista                            | 41                   |
| Japán Hot 100                               | 3                    |
| Kanadai Hot 100                             | 57                   |
| Magyar kislemezlista                        | 6                    |
| Német kislemezlista                         | 37                   |
| Osztrák Ö3 Top 40                           | 40                   |
| Spanyol kislemezlista                       | 41                   |
| Svájci kislemezlista                        | 25                   |
| Svéd kislemezlista                          | 20                   |
| Szlovák kislemezlista                       | 84                   |
| USA Billboard Hot 100                       | 60                   |
| USA Billboard Hot R&B/Hip-Hop Songs         | 40                   |
| USA Billboard Hot Dance/Club Play           | 2                    |
| USA Billboard Hot Adult Contemporary Tracks | 10                   |

## Megjelenési dátumok
| Ország             | Dátum                | Formátum             | Kiadó           |
| ------------------ | -------------------- | -------------------- | --------------- |
| Egyesült Államok   | 2009. szeptember 15. | Letöltés             | Island Records  |
| Norvégia           | 2009. szeptember 1.  | Letöltés             | Universal Music |
| Norvégia           | 2009. október 20.    | A remixek (letöltés) | Universal Music |
| Korea              | 2009. október 21.    | CD kislemez          | Universal Music |
| Egyesült Királyság | 2009. november 22.   | Letöltés             | Mercury Records |
| Franciaország      | 2009. november 30.   | CD kislemez          | Universal Music |
| Németország        | 2009. december 4.    | CD kislemez          | Universal Music |